# Pont Jacques-Chirac
Pour pour le pont au dessus de l'Allier entre Vichy et Bellerive, voir Pont de Bellerive.
Le pont Jacques-Chirac est un projet de pont routier, supposé remplacer le pont de Fleurville vieillissant qui à terme devrait être démoli. Franchissant la Saône, il reliera la commune de Pont-de-Vaux (Bresse) dans le département de l'Ain et la commune de Montbellet (Haut-Mâconnais), dans le département de Saône-et-Loire.
Il porte le nom de l'ancien président de la République française, Jacques Chirac. Sa mise en service est prévue en septembre 2023.

## Structure
L'ouvrage est prévu ainsi :
- Ouvrage courbe avec un tablier mixte : partie basse métallique et dalle en béton armé
- Longueur : 270 m
- Largeur hors corniches : 12 m
- Largeur des trottoirs : trottoir-sud de 3 m ; trottoir-nord : 1 m

### Construction
- Bureaux d’études : Quadric, groupe Artelia, Confluence

- Architecte : atelier Ritz

## Nommage
Claude Chirac, fille de Jacques Chirac, accepte la proposition de nom en hommage à son père. Elle fait à ce propos cette déclaration :

« C'est avec une très vive émotion que ma mère et moi avons pris connaissance de votre lettre par laquelle vous nous faites part de votre souhait de donner le nom de Jacques Chirac au futur pont de Fleurville. Ce projet nous honore et c'est avec joie, mais aussi avec beaucoup d'humilité, tel l'aurait ressenti Jacques, que nous acceptons votre délicate proposition. »

## Coût
Estimé à 20 millions d'euros, le coût total est financé à 55 % par le département de l'Ain et à 45 % par le département de Saône-et-Loire,,.